# Fabric live
 (juin 2011).
Si vous disposez d'ouvrages ou d'articles de référence ou si vous connaissez des sites web de qualité traitant du thème abordé ici, merci de compléter l'article en donnant les références utiles à sa vérifiabilité et en les liant à la section « Notes et références ».
Fabric Live est une série de mixes créée en 2000 par le club anglais Fabric.
À ce jour (juin 2011), 57 mixes (et autant pour sa voisine) sont sortis. Certains sont même de véritables albums inédits (cf. les mixes de Ricardo Villalobos ou celui de Omar-S.).
Entre des légendes de la musique électronique et des artistes plus locaux, voire sur le point de percer. Ainsi que d'un éventail très large de styles (certains mixes sont très spécialisés, d'autres plutôt multigenre), elle est aussi considérée comme la descendante de la série (désormais éteinte ?) des mixes Mixmag Presents et Mixmag Live.

## Listing: FABRICLIVE
- James Lavelle
- Ali B
- DJ Hype (Drum And Bass)
- Deadly Avenger
- Howie B
- Grooverider (Drum And Bass)
- John Peel
- Plump DJs
- Jacques Lu Cont
- Fabio (Drum And Bass)
- Bent
- Bugz In The Attic
- J Majik (Drum And Bass)
- DJ Spinbad
- Nitin Sawhney
- Adam Freeland
- Aim
- Andy C. And DJ Hype (Drum And Bass)
- The Freestylers
- Joe Ransom
- Meat Katie
- Scratch Perverts
- Death In Vegas
- Diplo
- High Contrast (Drum And Bass)
- The Herbaliser
- DJ Format
- Evil Nine
- Cut Copy
- Stanton Warriors
- The Glimmers
- Tayo
- Spank Rock
- Krafty Kuts
- Marcus Intalex (Drum And Bass)
- James Murphy And Pat Mahoney [LCD Soundsystem]
- Caspa And Rusko (Dubstep)
- Craze
- DJ Yoda
- Noisia (Drum And Bass)
- Simian Mobile Disco
- Freq Nasty
- Sinden
- Commix (Drum And Bass)
- A-Trak
- LTJ Bukem (Drum And Bass)
- Toddla T
- Filthy Dukes
- Buraka Som Sistema
- D.Bridge And Instra:mental Present Autonomic (Drum And Bass)
- The Duke Dumont
- Zero T
- Drop The Lime
- David Rodigan
- DJ Marky (Drum And Bass)
- Pearson Sound / Ramadanman
- Jackmaster
- Goldie

## Listing: FABRIC
- Craig Richards
- Terry Francis
- Jon Marsh
- Tony Humphries (House)
- Pure Science
- Tyler Stadius
- Hipp-E And Halo
- Radioactive Man
- Slam
- Doc Martin
- Swayzak
- The Amalgamation Of Soundz
- Michael Mayer
- Stacey Pullen
- Tyrant (Craig Richards) [2CD]
- Eddie Richards
- Akufen
- Baby Mammoth, Beige And Solid Doctor
- Andrew Weatherall
- John Digweed
- DJ Heather
- Adam Beyer
- Ivan Smagghe
- Rob Da Bank
- Carl Craig
- Global Communication
- Matthew Dear As Audion
- Wiggle
- Tiefschwarz
- Rub-N-Tug
- Marco Carola
- Luke Slater
- Ralph Lawson
- Ellen Allien
- Ewan Pearson
- Ricardo Villalobos
- Steve Bug
- M.A.N.D.Y.
- Robert Hood
- Mark Farina
- Luciano
- Âme
- Metro Area
- John Tejada
- Omar S - Detroit
- Claude VonStroke
- Jay Haze
- Radio Slave
- Magda
- Martyn (en)
- DJ T.
- Optimo (Espacio)
- Surgeon (en)
- Damian Lazarus
- Shackleton (en)
- Derrick Carter
- Sandwell District
- Agoria
- Craig Richards Presents The Nothing Special

Remarquons que le "directeur musical" des deux séries (et DJ résident du Fabric) Craig Richards, mixe trois volumes de la série Fabric (le numéro un, le quinze et le cinquante-huit).
Au niveau des Français, excepté le mort-né Fabriclive 37 qui aurait dû être mixé par Justice, ils sont très peu présents. Comme pour la série DJ Kicks, ils ne sont présents que par... deux fois : Ivan Smagghe (Fabric 23) et Agoria (Fabric 57). La part belle des deux séries étant, il fallait y penser, aux producteurs anglais.
Et comme ces consœurs, après avoir privilégié des mixes dédié à un style, le mélange des styles devient de plus en plus l'approche préférée des futurs mixeurs.